# Acanthochondria brevicorpa
Acanthochondria brevicorpa – gatunek widłonoga z rodziny Chondracanthidae. Opisał go w 1935 roku chiński zoolog Shou-Chie Yü.